# Prasinocyma corrugata
Prasinocyma corrugata är en fjärilsart som beskrevs av Fletcher 1958. Prasinocyma corrugata ingår i släktet Prasinocyma och familjen mätare. Inga underarter finns listade i Catalogue of Life.